# Казанцев, Антон Олегович
Анто́н Оле́гович Каза́нцев (26 августа 1986, Рудный, Кустанайская область, Казахская ССР) — российско-казахстанский хоккеист, защитник.

## Карьера
Воспитанник новосибирского хоккея, начинал выступать в «Сибирь-2». С 2008 года играет в КХЛ в составе «Барыса», где провел 32 игры. Также выступал за различные клубы ВХЛ.
В 2010 году и в 2014 выступал за сборную Казахстана на чемпионате мира.
В 2017 году стал победителем на зимних Азиатских играх в Японии в составе сборной Казахстана.
В 2019 году стал победителем Континентального Кубка в составе "Арлана".